# Сиверщина (газета)
«Сиверщина» — украинская еженедельная газета, выходившая в Чернигове. Зарегистрированная 7 декабря 1992 года. Основатель газеты — правление черниговского областного объединения Всеукраинского общества «Просвита» имени Тараса Шевченко.
Газета зарегистрирована в Министерстве информации Украины. Регистрационное свидетельство КВ № 3125 от 18 марта 1998 года. Подписной индекс — 33580.

## История
Газета «Сиверщина» основана по инициативе Петра Антоненко и Василия Чепурного в 1992 году. Первые номера выходили под названием «За Украину» под эгидой областных структур Народного Руха и «Просвещения». Первые номера выходили нерегулярно, на пожертвования активистов, впоследствии газета перешла на регулярный выход и стала подписной.
Более 20 лет была ведущей, а часто — единственной оппозиционной газетой к власти Кучмы. Издание выдержало более 20 судебных процессов, часть из которых завершалась в высших судебных инстанциях. В конце концов, «Сиверщина» стала символом и знаменем всех государственных проукраинских сил Чернигово — Сиверщины.
После прихода в состав издателей команды предпринимателей Виктора Лазаря и Сергея Аверченко газета весной 2014 прекратила выход. Восстановлена усилиями председателя областной «Просвещения», участника боевых действий на востоке Украины — Александра Шевченко. Выходит еженедельно. Подписка — по всей Украине.
Газета осуществила выпуск ряда книг, в частности, сборники историко краеведческих исследований «Сиверщина инкогнита», путешествующих заметок Александра Волощука

## Награды
«Сиверщина» награждена орденом святого равноапостольного князя Владимира II степени УПЦ Киевского патриархата